# Raszawy
Raszawy – część wsi Nowy Karolew w Polsce, położona w województwie wielkopolskim, w powiecie kaliskim, w gminie Koźminek. Wchodzi w skład sołectwa Nowy Karolew.
W latach 1975–1998 Raszawy administracyjnie należały do województwa kaliskiego.

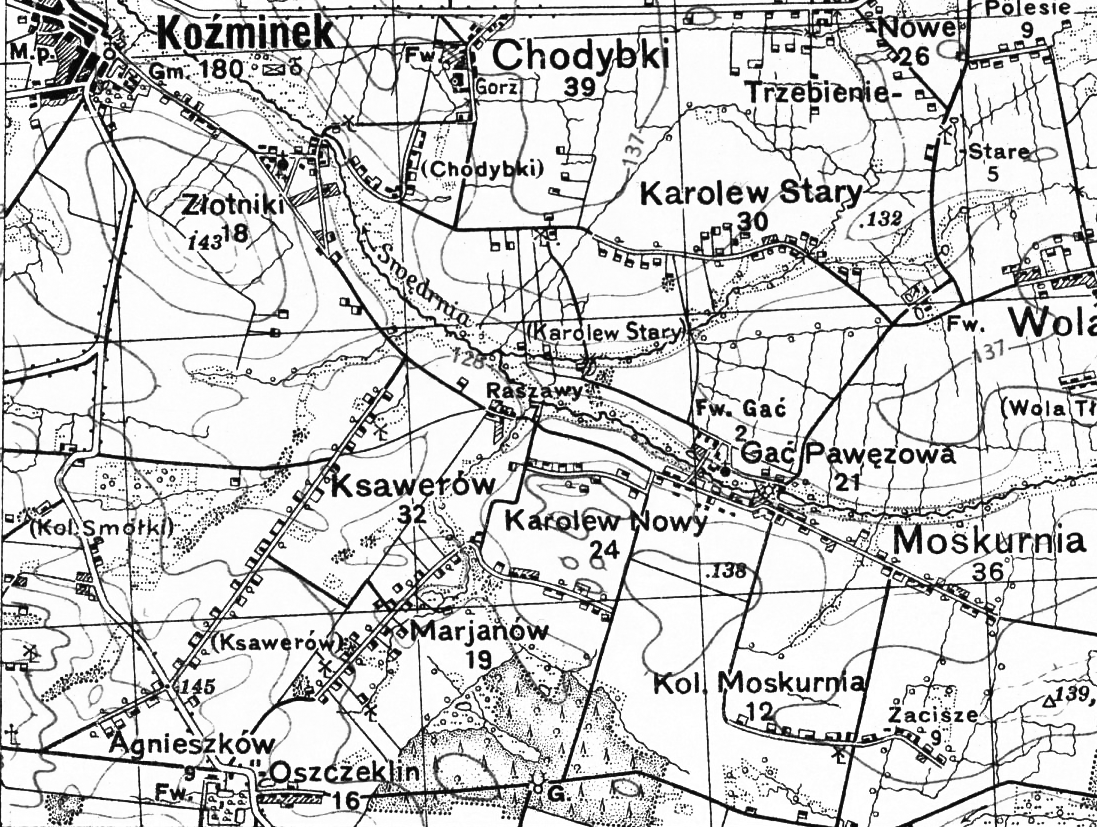
okolice na wschód od Koźminka z wsią Raszawy (mapa WIG 1930)